# پنگوئن رندوم هاوس
پنگوئن رندوم هاوس (انگلیسی: Penguin Random House) یک شرکت چندملیتی نشر حاصل از ادغام انتشارات رندوم هاوس و گروه پنگوئن است. این انتشارات خودش زیرمجموعه ناشر آلمانی برتلسمان است که با بخش آلمانی‌زبانش، ۳۶۵ شرکت نشر را در خود دارد.